# Joachim Jagge Lindstøl
 Joachim Jagge Lindstøl, né le 7 juin 1997, est un  skieur alpin norvégien.

## Biographie
En 2018 à Davos il prend la 3e place des championnats du monde juniors de slalom, ainsi que la 2de place avec l'équipe de Norvège dans l'épreuve par équipes.
Fin mars 2018, il est vice-champion de Norvège du combiné à Hafjell, derrière Rasmus Windingstad et devançant Sebastian Foss Solevåg.
En mars 2022, il est vice-champion du Canada de slalom à Osler Bluff.
Il met fin à sa carrière en 2023.

## Palmarès

### Coupe du monde
- 2 départs en slalom

### Championnats du monde juniors
| Épreuve / Édition   | Descente | Super G | Slalom géant | Slalom | Combiné | Team event |
| Mondiaux 2017 Åre   | 19e      | 33e     | 9e           | -      | 23e     | -          |
| Mondiaux 2018 Davos | -        | -       | Abandon      | Bronze | 11e     | Argent     |

### Coupe d'Europe
3 tops-10 en slalom

#### Classements
| Saison / Épreuve | Saison / Épreuve | Général | Général | Descente | Descente | Super G | Super G | Slalom géant | Slalom géant | Slalom | Slalom | Combiné | Combiné |
| ---------------- | ---------------- | ------- | ------- | -------- | -------- | ------- | ------- | ------------ | ------------ | ------ | ------ | ------- | ------- |
| Saison / Épreuve | Saison / Épreuve | Class.  | Points  | Class.   | Points   | Class.  | Points  | Class.       | Points       | Class. | Points | Class.  | Points  |
| 2021             | 2021             | 58e     | 125     | -        | -        | -       | -       | 65e          | 7            | 18e    | 118    | -       | -       |

### Festival Olympique de la Jeunesse Européenne
| Épreuve / Édition | Slalom géant | Slalom | Team event |
| FOJE 2015 Malbun  | 26e          | 4e     | -          |